# بخش ماندیا
بخش ماندیا (به انگلیسی: Mandya district) یک منطقهٔ مسکونی در هند است که در Mysore division واقع شده‌است. بخش ماندیا ۴٬۹۶۱ کیلومتر مربع مساحت و ۱٬۸۰۵٬۷۶۹ نفر جمعیت دارد.